# Boyand Roger
Boyant Roger według różnych źródeł: Brojant Roger (zm. 1131 w Jerozolimie) – wielki mistrz zakonu św. Łazarza
Według XVIII-wiecznego manuskryptu historii zakonu św. Łazarza autorstwa Klaudiusza Dorat de Chameuelles i Wincentego Thomassin (znajdującego się w Narodowym Archiwum Francji) jego rodzina nosiła herb: trzy złote kwiaty róży z zielonymi listkami na niebieskim tle.  W historii królestwa Jerozolimy znajdujemy wiele szlacheckich rodzin nazywających się Roger, Rosiers, Rousiers które posiadają róże (rose) w herbie. Jednakże dziś wydaje się niemożliwe dokładne ustalenie, z której pochodził Boyant.
Zakonnik w przytułku dla pielgrzymów pod wezwaniem św. Jana w Jerozolimie. Następnie do 1120 rektor pielgrzymiego szpitala św. Jana. W tym czasie zwierzchnikiem wszystkich szpitali i przytułków w Jerozolimie był bł. Gerard. W 1120 po śmierci bł. Gerarda i po zachorowaniu na trąd przeniósł się do leprozorium św. Łazarza za murami Jerozolimy, którym opiekowali się trędowaci bracia szpitalnicy od św. Łazarza. Do śmierci 1131 był zwierzchnikiem (Mistrzem) tego szpitalnego bractwa trędowatych. Za jego czasów nastąpił ostateczny rozdział szpitalników na zakon św. Jana i zakon św. Łazarza.